# Opposition démocratique de Serbie
Pour les articles homonymes, voir DOS.
L'Opposition démocratique de Serbie (en serbe : Демократска oпозиција Cрбије ou ДОС et Demokratska opozicija Srbije ou DOS) était une large alliance de partis politiques serbes. Le 10 janvier 2000, ces partis formèrent une coalition contre le Parti socialiste de Serbie, alors dominant, et contre son chef, Slobodan Milošević. Son candidat, Vojislav Koštunica, remporta l'élecion présidentielle fédérale de septembre 2000 et la coalition remporta les élections législatives de décembre 2000 ; elle forma alors un gouvernement qui dirigea la Serbie jusqu'en décembre 2003.

## Composition de la coalition
L'Opposition démocratique de Serbie était composée de 18 partis :
- Partie démocratique (DS) (Zoran Đinđić)
- Parti démocratique de Serbie (DSS) (Vojislav Koštunica)
- Alliance civique de Serbie (GSS) (Goran Svilanović)
- Parti démocrate-chrétien de Serbie (DHSS) (Vladan Batić)
- Nouvelle Serbie (NS) (Velimir Ilić)
- Ligue des sociaux-démocrates de Voïvodine (LSV) (Nenad Čanak)
- Union sociale-démocrate (SDU) (Žarko Korać)
- Alliance des Magyars de Voïvodine (SVM) (Jožef Kasa ; en hongrois: Kasza József)
- Réformistes de Voïvodine (RDSV) (Mile Isakov)
- Coalition de Voïvodine (KV) (Dragan Veselinov)
- Social-démocratie (SD) (Vuk Obradović)
- Mouvement pour une Serbie démocratique (PDS) (Momčilo Perišić)
- Parti démocratique du Sandžak (SDP) (Rasim Ljajić)
- Ligue pour la Šumadija (LŠ) (Branislav Kovačević)
- Association des syndicats indépendants de Serbie (ASNS) (Dragan Milovanović)
- Alternative démocratique (DA) (Nebojša Čović)
- Libéraux de Serbie (ND) (Dušan Mihajlović)
- Centre démocratique (DC) (Dragoljub Mićunović)

Les relations entre ces partis commencèrent à se détériorer en 2001, quand le parti de Vojislav Koštunica, le Parti démocratique de Serbie, quitta la coalition.